# Reformatski-reactie
De Reformatski-reactie is een chemische reactie voor de synthese van β-hydroxyesters. Dit zijn esters met een hydroxylgroep die twee koolstofatomen (vandaar β) verwijderd is van de estergroep. De reactie werd ontdekt door Sergej Reformatski in 1887.
De reactie vindt plaats tussen een aldehyde of keton en een in de α-positie gehalogeneerde carbonzuurester. Broom is het meest geschikte halogeen:
De reactie verloopt met behulp van zink: zeer fijn verdeeld zinkpoeder, in suspensie gehouden door ultrasoongolven, of zeer reactief, nulwaardig zink ("geactiveerd" zink of "Rieke-zink"). Zink reageert met de α-gehalogeneerde ester tot een organische zinkverbinding, die men "Reformatski-enolaat" noemt. Het is een nucleofiele verbinding die reageert met de elektrofiele carbonylverbinding (keton of aldehyde) en wordt met water gehydrolyseerd tot het eindproduct.
De reactie kan als een one-pot-synthese uitgevoerd worden, waarin alle reagentia tegelijk bij elkaar gevoegd worden. De reactie verloopt in een oplosmiddel, meestal een ether (zoals tetrahydrofuraan).

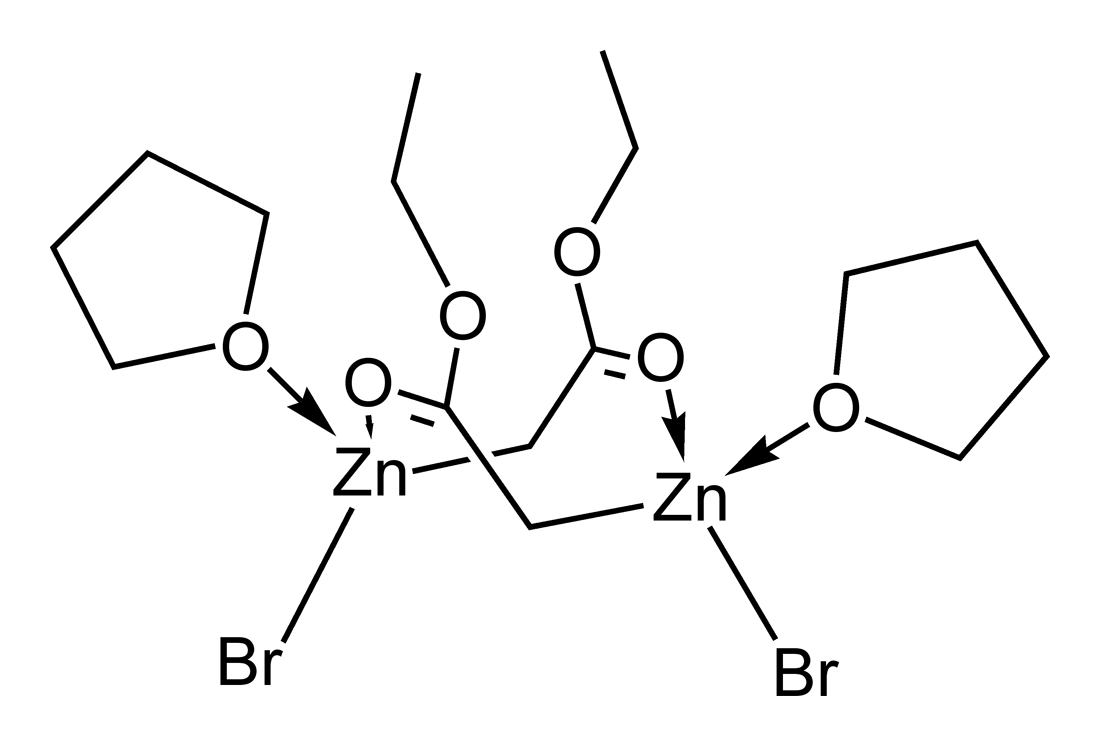
Het Reformatski-enolaat (dimeer) van zink met ethylbroomacetaat (midden), gecomplexeerd met THF.

Het Reformatski-enolaat is in feite een dimeer met de kenmerken van zowel een organozinkverbinding als van een enolaat. Het is vergelijkbaar met een Grignard-reagens, maar het is minder nucleofiel dan dit laatste. Daardoor gaat de Reformatski-reactie wel op met een keton- of aldehydegroep, maar bijvoorbeeld niet met een estergroep, en kan de Reformatski-reactie uitgevoerd worden met vele functionele groepen op de reagentia. De reactie wordt daarom veel toegepast in de synthese van farmaceutische stoffen en andere speciale organische verbindingen.